# Regina Nössler
Regina Nössler (* 1964 in Altenhundem/Sauerland) ist eine deutsche Schriftstellerin. Sie veröffentlichte zahlreiche Erzählungen und Romane.

## Leben
Nössler studierte Germanistik, Filmwissenschaft und Fernsehwissenschaften in Bochum und beendete das Studium mit dem akademischen Abschluss Magister Artium.
Die Autorin ist Mitglied in der Landesgruppe Berlin und Brandenburg des Verbandes deutscher Schriftsteller. Sie ist Mitherausgeberin der Anthologien Blut, Haare, Haut, Schreiben sowie 2007 von Angst und ist Redakteurin der Anthologien-Bände von Mein lesbisches Auge (Nr. 1–10) im konkursbuch Verlag.

Ihr Thriller Katzbach (Konkursbuch 2021) stand im Dezember 2021 auf Platz 3 der Krimibestenliste.
Regina Nössler lebt und arbeitet als freiberufliche Schriftstellerin und Lektorin in Berlin.

## Veröffentlichungen
- 1994: Strafe muss sein (Roman)
- 1996: Wie Elvira ihre Sexkrise verlor (Erzählungen)
- 1998: Wahrheit oder Pflicht (Roman über die Pubertät)
- 2001: Eifersüchtig durch den Winter (Roman)
- 2003: Alltag tötet. (Erzählungen)
- 2005: Dienstagsgefühle (Roman)
- 2006: Tiefe Liebe, freier Fall (Roman, Beziehungsthriller)
- 2007: Morgen ohne Gestern (Roman)
- 2007: Liebe hoch drei (zus. mit Corinna Waffender, Roman)
- 2008: Die Kerzenschein-Phobie (Roman, Beziehungsthriller)
- 2010: Kleiner toter Vogel (Roman, Thriller)
- 2011: Auf engstem Raum (Roman, Thriller)
- 2013: Wanderurlaub (Roman, Thriller)
- 2014: Die drei ??? Kids – Achtung, Katzendiebe! (mit Karen-Susan Fessel, Kinderroman)
- 2015: Endlich daheim (Roman, Thriller)
- 2017: Schleierwolken (Roman, Thriller)[3]
- 2019: Die Putzhilfe (Roman, Thriller)[4]

- 2021: Katzbach (Roman, Thriller), Konkursbuch, Tübingen, 348 Seiten.
- 2023: Kellerassel (Roman, Thriller), Konkursbuch, Tübingen

## Auszeichnungen
- 2018: Krimibestenliste Platz 8 im Februar 2018 für Schleierwolken[5]
- 2019: Deutscher Krimi-Preis zweiter Platz für Die Putzhilfe[6][7]
- 2020: Stuttgarter Krimi-Preis, erster Platz für Die Putzhilfe
- 2023: Krimibestenliste Platz 1 im Dezember 2023 für Kellerassel

## Belege
1. ↑  Biografie auf konkursbuch.com (Memento vom 28. September 2007 im Internet Archive), abgerufen  am 29. Januar 2020
2. ↑  Krimibestenliste Dezember: Aufbegehren gegen die Machowelt auf Platz eins, deutschlandfunkkultur.de, abgerufen am 5. Dezember 2021
3. ↑  Thomas Wörtche: „Unterstrom tiefschwarzer Komik“ Roman: Regina Nössler: Schleierwolken, Rezension auf culturmag.de vom 16. Dezember 2017, abgerufen am 29. Januar 2020
4. ↑  Tobias Gohlis: Regina Nössler: „Die Putzhilfe“ Aufzeichnungen aus einer Kellerwohnung, Rezension auf deutschlandfunkkultur.de vom 29. November 2019, abgerufen am 29. Januar 2020
5. ↑  Die zehn besten Krimis im Februar, deutschlandfunkkultur.de vom 3. Februar 2018, abgerufen am 29. Januar 2020
6. ↑  Ungewöhnliche Erzähltöne, Börsenblatt vom 23. Januar 2020, abgerufen am 29. Januar 2020
7. ↑  36. Deutscher Krimipreis für das Jahr 2019, deutscher-krimipreis.de, abgerufen am 29. Januar 2020

| Personendaten    | Personendaten             |
| ---------------- | ------------------------- |
| NAME             | Nössler, Regina           |
| KURZBESCHREIBUNG | deutsche Schriftstellerin |
| GEBURTSDATUM     | 1964                      |
| GEBURTSORT       | Altenhundem               |